# Tinian-szigeti császárlégykapó
A Tinian-szigeti császárlégykapó (Monarcha takatsukasae) a madarak osztályának verébalakúak rendjébe, és a császárlégykapó-félék családjába tartozó faj.

## Rendszerezése
A fajt Jamasina Josimaro japán ornitológus írta le 1931-ben, a Monarcharses nembe Monarcharses takatsukasae néven. Sorolják a Metabolus nembe Metabolus takatsukasae néven is.

## Eltőfordulása
A Csendes-óceán nyugati felén található, Északi-Mariana-szigetekhez tartozó Tinian szigetén honos. Természetes élőhelyei a szubtrópusi vagy trópusi síkvidéki esőerdők, mocsári erdők és cserjések. Állandó, nem vonuló faj.

## Megjelenése
Testhossza 15 centiméter.

## Életmódja
Magányosan, vagy párban, kisebb gerinctelenekkel táplálkozik.

## Természetvédelmi helyzete
Az elterjedési területe rendkívül kicsi, egyetlen kis sziget, egyedszáma viszont stabil. A Természetvédelmi Világszövetség Vörös listáján sebezhető fajként szerepel.